# Oggi, domani, dopodomani
Oggi, domani, dopodomani és una pel·lícula col·lectiva de 1965, dividida en tres episodis dirigida per Marco Ferreri, Eduardo De Filippo i Luciano Salce.

## Argument
Pel·lícules episòdiques, totes protagonitzades per Marcello Mastroianni.

### Episodo #01: "L'uomo dei cinque palloni", dirigit perMarco Ferreri
Un industrial milanès té una empresa model, en la qual es complau a fer que cada petit detall funcioni perfectament. La nova campanya promocional implica l'ús de globus, i això li ofereix el punt de partida d'un problema físic aparentment no resolt: quina és la màxima quantitat d'aire que es pot insuflar en un globus sense rebentar-lo. Durant tot el seu dia de llibertat, que hauria de passar pacíficament juntament amb la seva promesa, l'home està obsessionat amb aquesta pregunta, arribant a sortir de casa expressament per demanar (sense resultats) l'assessorament d'un enginyer. La noia, exasperada per la seva fixació, el deixa i ell, incapaç de resoldre el problema, acaba llançant-se per la finestra del seu pis. El suïcida xoca contra un cotxe, el propietari del qual es posa furiós, preocupat només pels danys materials del cotxe.

### Episodi #02: "L'ora di punta", dirigit perEduardo De Filippo
Michele torna a Itàlia després d'una estada a l'estranger i és acollit durant uns dies a Roma per Arturo, un amic seu de la infància. L'Arturo sembla tenir una relació idíl·lica amb la seva bella dona Dorotea, però a causa d'un contratemps trivial (a taula l'Arturo taca sense voler la corbata de Michele) la dona s'enfada i dona sortida a una sèrie de ressentiments. Arturo treu una pistola i dispara a la seva dona, que després de l'ensurt es torna suau i submisa. Durant la nit, l'Arturo explica a Michele que ha ideat aquest sistema per espantar la seva dona i aconseguir d'ella el que vulgui, i que l'arma generalment, però no sempre, està carregada de salves. L'endemà, el marit resol una altra baralla trivial amb un tret (i aquesta vegada hi ha una autèntica bala a la càmera, encara que l'Arturo té molta cura de no tocar Dorotea). Mentre l'Arturo acompanya Michele a l'estació, tot el barri ressona d'explosions: el mètode ha estat copiat per la majoria dels marits veïns, i el matí és "hora punta" per als trets que restableixen la pau domèstica a les cases.

### Episodi #03: "La moglie bionda", dirigit perLuciano Salce
El banquer Mario està casat amb la americana Pepita, una rossa impressionant que, però, no brilla amb intel·ligència i té un estil de vida extremadament car. Un dels clients del banc és un príncep àrab apassionat per les dones rosses, tant que es va casar amb diverses desenes després d'haver-les "comprat" arreu del món als seus anteriors marits. Mario decideix intentar vendre la Pepita a l'àrab, però es nega perquè ja té una dona que s'assembla exactament a ella. La parella se'n va a l'Àfrica, on Mario persisteix en la seva intenció secreta de vendre Pepita a algun altre noble local. No obstant això, el nadiu amb el qual Mario entra en contacte resulta ser homosexual i en possessió d'un harem només d'homes. Així és la Pepita qui li ven el seu marit, obtenint una gran suma amb la qual, de tornada a Itàlia, podrà dedicar-se a les seves boges despeses.

## Repartiment
- Marcello Mastroianni - Mario (segment "L'uomo dei 5 palloni") / Michele (segment "L'ora di punta", "La moglie bionda")
- Catherine Spaak - Giovanna (segment "L'uomo dei 5 palloni")
- Virna Lisi - Dorothea (segment "L'ora di punta")
- Luciano Salce - Arturo Rossi (segment "L'ora di punta")
- Pamela Tiffin - Pepita (segment "La moglie bionda")
- Lelio Luttazzi - Amic. de Michele (segment "La moglie bionda")
- Raimondo Vianello - Comissari de policia (ep. "La moglie bionda")
- Ugo Tognazzi - Driver (segment "L'uomo dei 5 palloni")
- William Berger - Benny (segment "L'uomo dei 5 palloni")

## Producció
La pel·lícula va néixer arran d'una operació comercial del productor Carlo Ponti que, tenint la pel·lícula de Ferreri L'uomo dei cinque palloni - que tenia en marxa en aquell moment- tenia potencial i candent fiasco amb el públic, va decidir, després d'escurçar-lo degudament en molts metratges, posar-lo al costat dels dos episodis dirigits respectivament per Eduardo De Filippo i Luciano Salce (amb un clar menor valor en opinió de la crítica), per muntar una pel·lícula col·lectiva, protagonitzada per Mastroianni.
Cal destacar que l'episodi La moglie bionda de Salce va ser reprès quinze anys després, amb poques variacions i amb una dosi de vulgaritat molt més gran, al tercer episodi de Ricchi, ricchissimi, praticamente in mutande (en ambdós casos el guió és de Castellano i Pipolo).

## Curiositat
A les escenes inicials de l'episodi "La moglie bionda", durant l'assalt d'un grup de fatxendes al convertible del banquer de Mario, es pot reconèixer de passada un jove Ennio Antonelli.